# Saint-Martin-d'Arc
Saint-Martin-d'Arc è un comune francese di 365 abitanti situato nel dipartimento della Savoia della regione dell'Alvernia-Rodano-Alpi.

## Società

### Evoluzione demografica
Abitanti censiti